# The New York Band
The New York Band es una orquesta tropical estadounidense de merengue. Fue fundada por el músico dominicano Wilfrido Vargas y el empresario artístico dominicano Chery Jiménez en Nueva York en 1986, siendo muy popular a medidados de los años 80 y durante los 90, hasta su separación en 1998. 
Es considerada una de las agrupaciones más importantes de la música de República Dominicana y una de las más populares y exitosas. Entre sus temas icónicos se encuentran Si tu eres mi hombre, Si tu no estás, Dame vida, Colé, Como tu y otras adaptaciones a merengue de varias canciones populares durante las décadas de los 80s y los 90s. Sus innovadores arreglos musicales, electrizante coreografía y vestuario similares a los grupos de rock, hicieron que  esta orquesta fuera rápidamente aceptada por el público joven.
En 1998, el líder y cantante principal Cherito Jiménez deja la banda y el concepto del grupo fue cambiado, por lo que a principios de la década del 2000, la popularidad de la banda bajó considerablemente, y en algún momento estuvieron completamente fuera de los escenarios. 
En el año 2016, Premios Soberano y la Asociación de Cronistas de Arte (Acroarte) de la República Dominicana rindieron tributo al personal original de la New York Band con un "Premio Soberano al Mérito" por su importante trayectoria, lo que hizo que volvieran a reunirse sus integrantes: Irisneyda, principal voz femenina, Miosotis, Alexandra (ahora corista de Marc Anthony), Tony, Franklin y Cherito Jiménez, nuevamente como vocalista principal y director del grupo. En ese mismo año, la banda decide reactivar su carrera e hicieron varias presentaciones en Nueva York y República Dominicana.
Sin embargo, el 24 de julio de 2019, fallece de causas naturales, Cherito Jiménez, el líder y vocalista principal de la orquesta.
A partir de entonces, la agrupación se ha mantenido haciendo presentaciones, uniendo los integrantes originales de la banda con nuevos miembros.